# Leubok Buni
Leubok Buni is een bestuurslaag in het regentschap Aceh Besar van de provincie Atjeh, Indonesië. Leubok Buni telt 222 inwoners (volkstelling 2010).